# Paus Gregorius XVI
Gregorius XVI, geboren als Bartolomeo Alberto Cappellari (Belluno, 18 september 1765 – Rome, 1 juni 1846), was paus van 1831 tot aan zijn dood in 1846, dus 15 jaar.
Cappellari werd in Belluno geboren en trad in 1783 als Broeder Mauro in bij de Orde der Camaldulenzers, een tak van de benedictijnen, in Murano, nabij Venetië. Hij werd in tot 1787 priester gewijd. In 1799 publiceerde hij "II Trionfo della Santa Sede", waarin hij de jansenisten veroordeelde. Cappellari werd in 1800 lid van de Academie van het Katholieke Geloof, waarvoor hij een aantal theologische en filosofische stukken schreef. Hij werd abt van de Romeinse abdij San Gregorio in Celio in 1805.
Nadat paus Pius VII in 1809 op bevel van Napoleon uit Rome was weggetrokken, verhuisden Cappellari en enkele anderen van zijn orde naar Murano in Venetië en in 1814 naar Padua. Toen Pius VII in datzelfde jaar in ere hersteld werd, werd Cappellari benoemd tot raadsman van de inquisitie, prefect van de propaganda en controleur van de bisschoppen.

## Kardinaal
Door paus Leo XII werd hij in 1825 tot kardinaal verheven. Aanvankelijk was dat in pectore, maar een jaar later werd zijn naam wereldkundig gemaakt. Cappellari werd vervolgens naar de Nederlanden gezonden om een concordaat aangaande de rooms-katholieken van België en de protestanten van Nederland te bewerkstelligen.

## Paus
Op 2 februari 1831 kozen de kardinalen hem na zesenveertig dagen als de nieuwe paus en hij nam de naam Gregorius XVI aan. Tijdens zijn verkiezing was hij nog geen bisschop en hij ontving deze wijding 4 dagen na zijn verkiezing. Hij moest de opstandelingen van de Verenigde Italiaanse Provincies neerslaan met behulp van Oostenrijkse troepen (1831).
Onder druk van Klemens von Metternich vaardigde hij in 1832 de encycliek Mirari Vos uit, die Félicité de Lamennais veroordeelde, want die pleitte voor een scheiding van kerk en staat, in de veronderstelling dat de katholieke waarheid de hele maatschappij zou overtuigen in een staat waar nochtans godsdienstvrijheid heerste. In de bul In Supremo Apostolatus van 1839 veroordeelde hij als eerste paus de Transatlantische slavenhandel, die overigens al tientallen jaren was afgeschaft.
Toen Gregorius in 1846 stierf liet hij grote schulden na aan de Rooms-Katholieke Kerk: hij had opdracht gegeven tot de bouw van vele nieuwe kerken en andere bouwkundige projecten. Gregorius kwam met ideeën die door zijn opvolger, paus Pius IX, werden uitgewerkt in de encyclieken Quanta Cura en Syllabus Errorum, waarin verschillende opvattingen over politiek en wetenschap, zoals het pantheïsme, het naturalisme, het rationalisme, het indifferentisme, het socialisme en het liberalisme, werden veroordeeld.
De kerkelijke Orde van de Heilige Gregorius de Grote werd in 1831 door hem ingesteld. Vernoemd naar Gregorius de Grote (ook Dialogus).
Cursief: tegenpaus